# Glansquetzal
Glansquetzal (Pharomachrus fulgidus) är en fågel i familjen trogoner inom ordningen trogonfåglar.

## Utseende och läte
Glansquetzalen är en elegant stor trogon utan huvudtofs. Hanen är guldtonat grön på bröst och ovansida, lysande röd på buken, gul på näbben och svart på stjärten med vita spetsar undertill. Honan har grå näbb, gråbrunt på nedre delen av bröstet och vitbandad undersida av stjärten med vita spetsar. Den överlappar inte i utbredning med andra quetzaler och är större än andra trogoner. Sången är ett ljudligt och melankoliskt "WHOOOou hoo hoou", inte olikt strimmig skogsfalk.

## Utbredning och systematik
Glansquetzal delas in i två underarter med följande utbredning:
- Pharomachrus fulgidus festatus – förekommer i Sierra Nevada de Santa Marta (nordöstra Colombia)
- Pharomachrus fulgidus fulgidus – förekommer i bergstrakter i norra Venezuela

## Levnadssätt
Glansquetzalen är en rätt vanlig fågel i högväxt molnskog. Den ses ofta enstaka eller i par, ibland dock i grupper vid fruktbärande träd. Fågeln påträffas sittande i skogens mellersta till övre skikt.

## Status och hot
Arten har ett stort utbredningsområde, men tros minska i antal, dock inte tillräckligt kraftigt för att den ska betraktas som hotad. Internationella naturvårdsunionen IUCN listar arten som livskraftig (LC).